# Jules Brunet

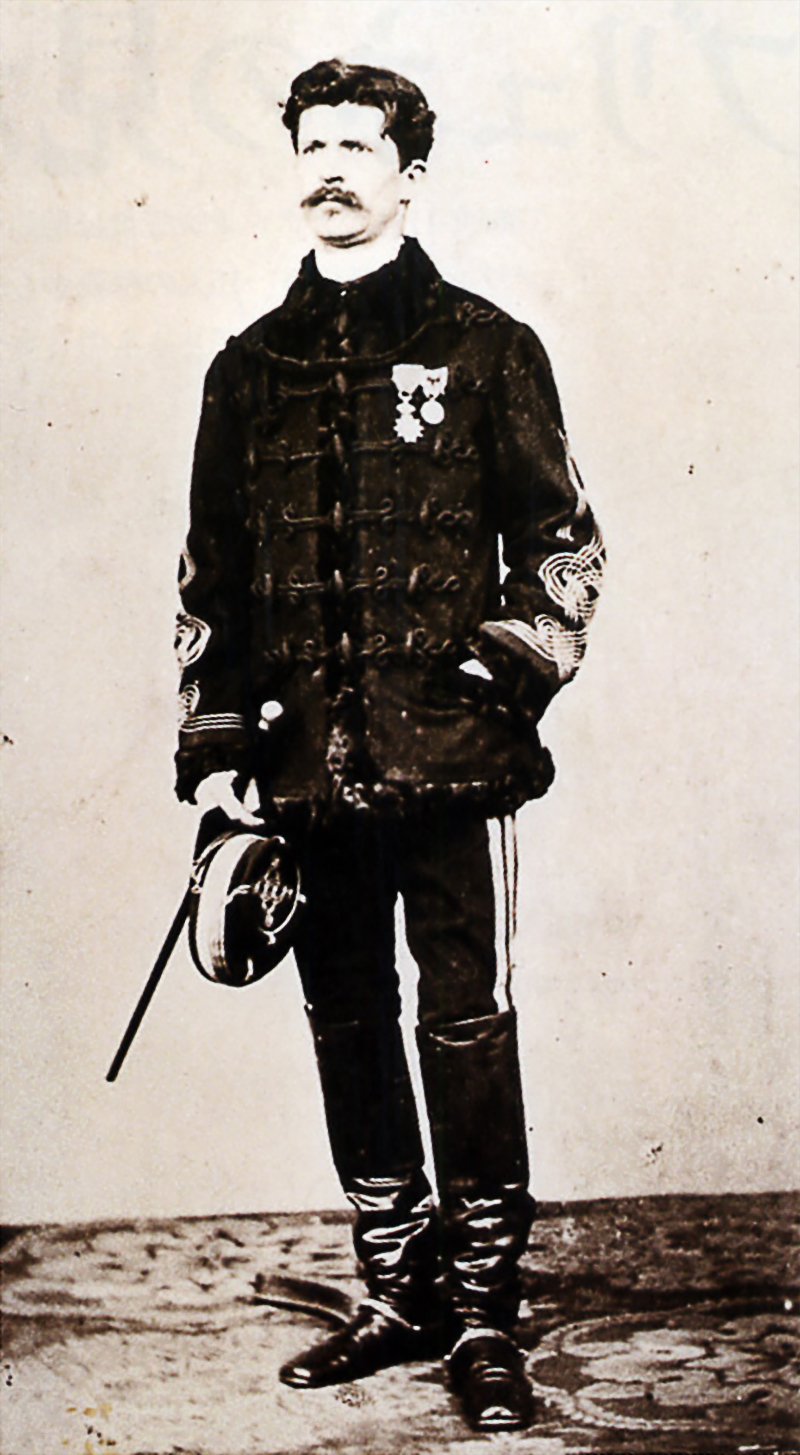
Jules Brunet

Jules Brunet (2 de janeiro de 1838 - 12 de agosto de 1911) foi um oficial militar francês que serviu ao xogunato Tokugawa durante a Guerra Boshin no Japão. Originalmente enviado ao Japão como instrutor de artilharia a cavalo com a missão militar francesa de 1867, ele se recusou a deixar o país após o xogunato ser derrotado, e desempenhou um papel de liderança na República separatista de Ezo e sua luta contra as forças da Restauração Meiji. Após a derrota da rebelião, ele retornou à França, lutou na Guerra Franco-Prussiana, mais tarde alcançou o posto de general de divisão e trabalhou para o Ministério da Guerra. 
Foi representado no filme "O ùltimo Samurai" (2003) como o capitão norte-americano Nathan Algren, interpretado por Tom Cruise. 

## Infância e carreira
Jules Brunet nasceu em 2 de janeiro de 1838 em Belfort, na região de Bourgogne-Franche-Comté, no leste da França. Ele era filho de Jean-Michel Brunet, um veterinário do exército, e de sua esposa Louise-Adine Rocher. Em 1855, Brunet iniciou sua educação militar após ser admitido na Saint-Cyr, que ele deixou dois anos depois para ingressar na École Polytechnique. Formando-se em 68º lugar de uma turma de 120, Brunet juntou-se à artilharia a cavalo e completou sua educação na escola de artilharia de Metz, onde se destacou em seus estudos e se formou em quarto lugar em seu curso, em 1861. 
Pouco depois de se formar, Brunet foi enviado para servir na invasão francesa do México. Como subtenente no regimento de artilharia a cavalo da Guarda Imperial, ele serviu com distinção durante toda a guerra, especialmente durante o Cerco de Puebla em 1863, pelo qual foi condecorado pelo Imperador Napoleão III com a Cruz da Legião de Honra. Ele foi promovido a capitão de artilharia em 1867 e, posteriormente, foi nomeado Cavaleiro da Legião de Honra. Durante seu tempo no México, Brunet conseguiu criar vários croquis rapidamente desenhados, muitos dos quais foram publicados por jornais franceses para ilustrar a guerra. 

## Missão no Japão

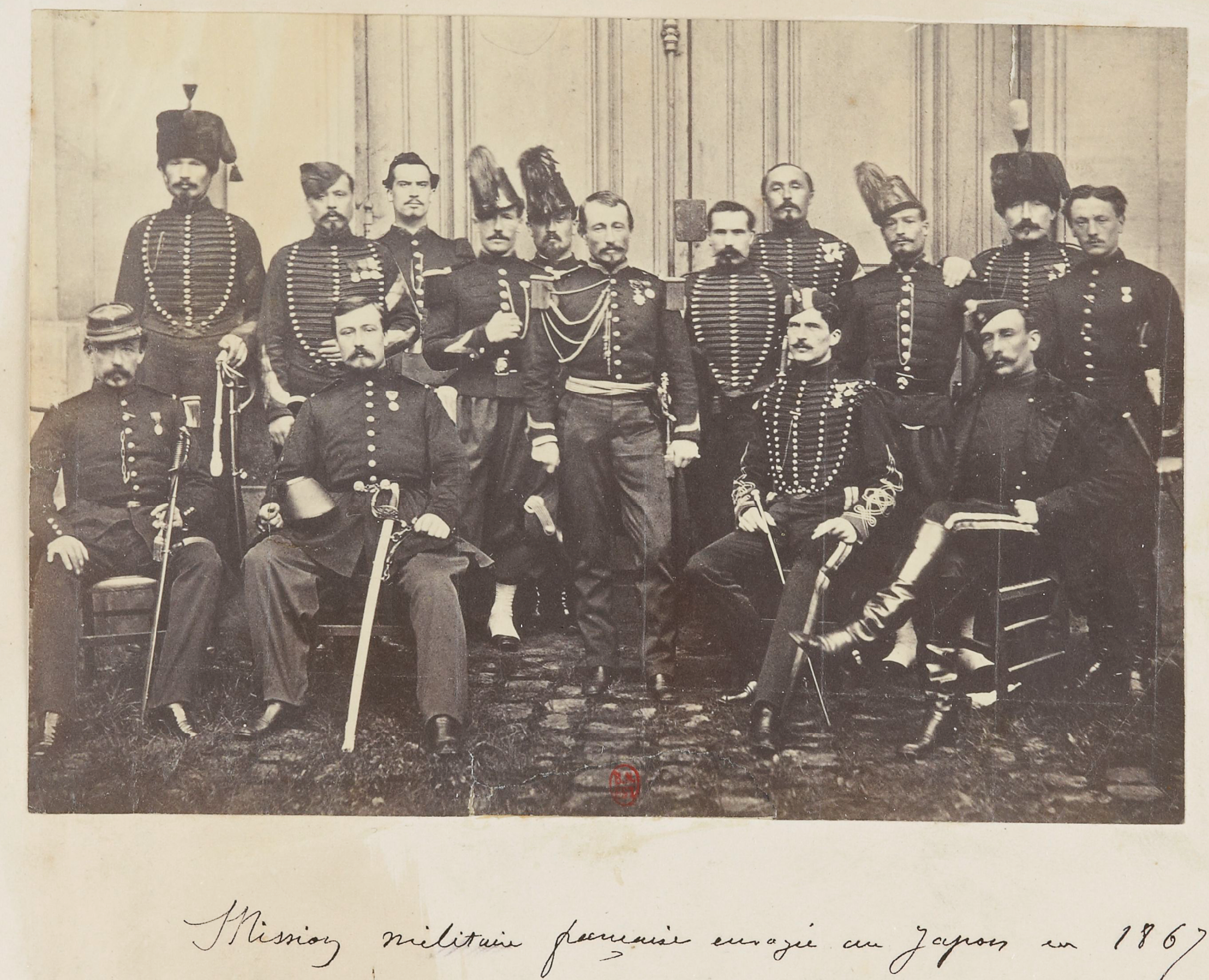
A missão militar francesa antes da ida ao Japão (1867). Brunet está sentado na frente, o segundo da direita para a esquerda.

A missão militar francesa ao Japão em 1867-1868 foi parte do esforço da França para ajudar na modernização do exército do Shogunato japonês. Entre os membros-chave dessa missão estava um jovem oficial de artilharia chamado Jules Brunet, que se destacou em engajamentos militares anteriores, incluindo a guerra no México. Ele foi recomendado para essa missão por Émilien de Nieuwerkerke, que destacou as habilidades excepcionais de Brunet e seu desejo de liderar uma missão militar. 
A missão consistia em quinze membros, incluindo cinco oficiais, e foi liderada pelo Capitão Charles Chanoine. Eles partiram em novembro de 1866 e chegaram ao Japão em janeiro de 1867, onde começaram a treinar as tropas do Shogun. Durante seu tempo no Japão, Brunet foi promovido a capitão. No entanto, a situação política no Japão mudou drasticamente em 1868 com o início da Guerra Boshin, que levou à queda do Shogunato e à restauração do poder do Imperador Meiji. 
Apesar das ordens do governo francês para que a missão retornasse à França, Brunet escolheu permanecer no Japão, alinhando-se com a Aliança do Norte, uma facção que se opunha às forças imperiais. Ele renunciou ao exército francês, expressando seu compromisso com a Aliança do Norte, que ele acreditava que ainda poderia ter sucesso com sua ajuda. A decisão de Brunet foi motivada por sua crença de que a facção do Norte, que era favorável à França, poderia se beneficiar de sua liderança e da expertise militar dos oficiais japoneses treinados. Ele deixou discretamente o quartel-general francês para se juntar à frota do Shogunato, indicando sua lealdade inabalável à causa do Shogun.  

## Guerra Boshin

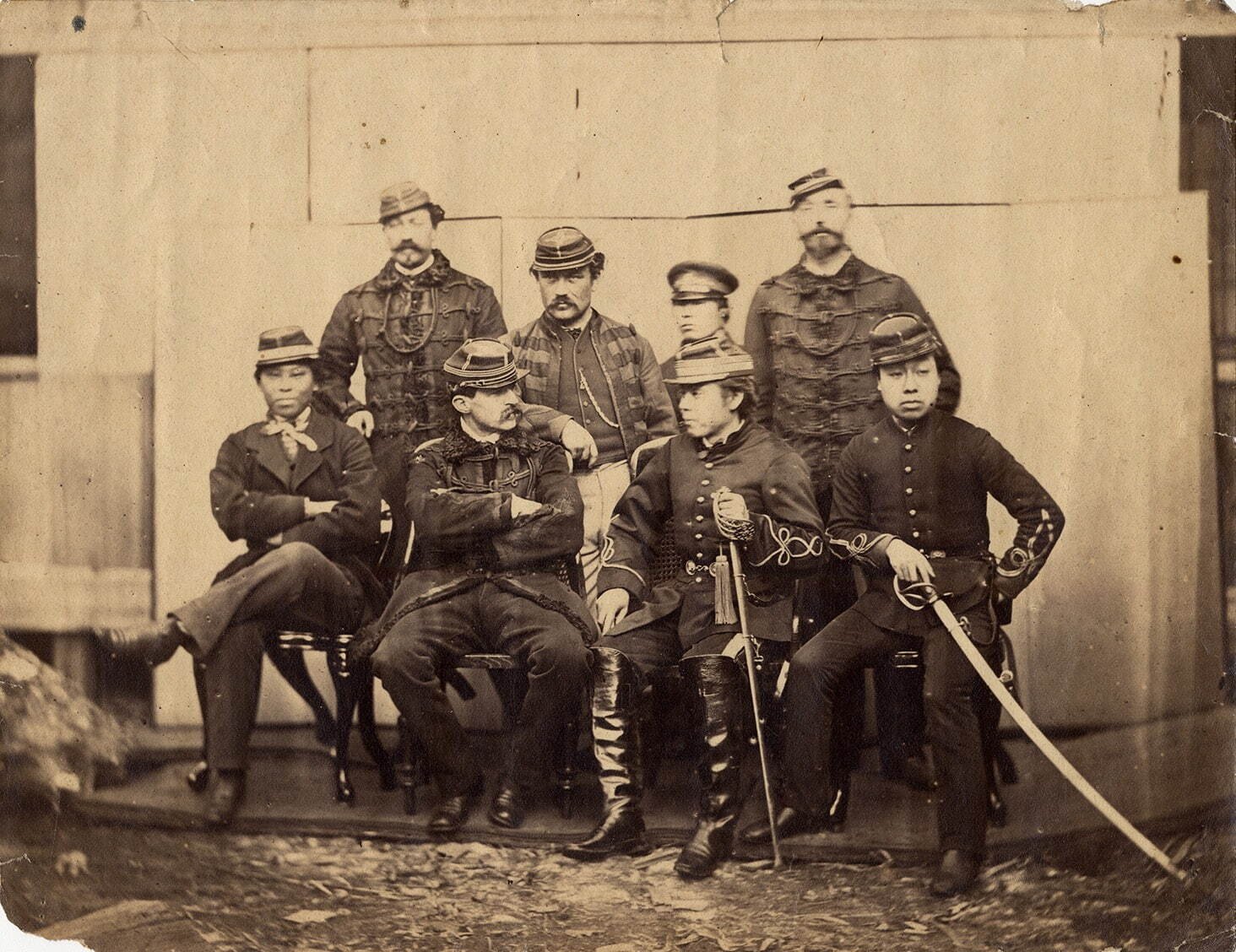
Conselheiros militares franceses

Brunet desempenhou um papel ativo na Guerra Boshin. Ele e Cazeneuve estiveram presentes na Batalha de Toba-Fushimi perto de Osaka, em janeiro de 1868 (antes da missão ser chamada de volta à França). Após a vitória imperial, Brunet, Cazeneuve e o almirante do Shogun, Enomoto Takeaki, fugiram para Edo (hoje Tóquio ) no navio de guerra Fujisan. 
Quando Edo também caiu nas mãos das forças imperiais, Enomoto e Brunet escaparam, indo primeiro para Sendai e depois para a ilha norte de Hokkaidō (então conhecida como Ezo).  Lá eles rapidamente capturaram a cidade portuária de Hakodate, em 26 de outubro de 1868, e no final do ano Enomoto e seus aliados proclamaram a República independente de Ezo. Brunet tornou-se o Ministro das Relações Exteriores de facto do governo Ezo. Ele convidou diplomatas estrangeiros e administrou a abertura de negociações com potências estrangeiras, enquanto o estado de Ezo buscava reconhecimento internacional e foi responsável por redigir anúncios em língua francesa aos seus colegas oficiais que lutaram na rebelião. 
Brunet também ajudou a organizar o exército Ezo, sob a liderança híbrida franco-japonesa. Otori Keisuke era o comandante-chefe e Brunet o segundo em comando. Cada uma das quatro brigadas era comandada por um oficial francês (Fortant, Marlin, Cazeneuve e Bouffier), com oficiais japoneses comandando cada meia brigada. A resistência final das forças Shogun/Ezo foi a Batalha de Hakodate. As forças Ezo, totalizando 3.000, foram derrotadas por 7.000 soldados imperiais em junho de 1869. Em um interessante pós-escrito ao seu envolvimento na Guerra Boshin, Brunet elogiou o vice-comandante Shinsengumi, Hijikata Toshizō, em suas memórias. Elogiando a capacidade de Hijikata como líder, ele disse que se o homem estivesse na Europa, certamente teria sido um general. 

## Retorno à França e Vida posterior
Brunet e os outros conselheiros franceses eram procurados pelo governo imperial japonês, mas foram evacuados de Hokkaidō pela corveta francesa Coëtlogon, comandada por Abel-Nicolas Bergasse du Petit-Thouars. Em Yokohama, eles foram presos pelo novo plenipotenciário francês no Japão, Maxime d'Outrey, e depois levados para Saigon pelo navio Dupleix. Posteriormente, Brunet retornou à França. O novo governo japonês pediu que Brunet fosse punido por suas atividades na Guerra Boshin, mas suas ações ganharam apoio popular na França e o pedido foi negado. 
Ao retornar ao Japão, Brunet recebeu três espadas japonesas de Yoshinobu Tokugawa. Depois de receber uma pena leve em seu país, de suspensão por seis meses, Brunet reintegrou-se ao exército francês em fevereiro de 1870, com apenas uma pequena perda de senioridade. Durante a Guerra Franco-Prussiana de 1870-1871, ele se destacou nas batalhas de Spicheren, Mars-la-Tour e Gravelotte. Ele foi feito prisioneiro no Cerco de Metz. Após a guerra, Brunet desempenhou um papel importante como membro do Exército de Versalhes na supressão da Comuna de Paris. Em agosto de 1871, visitou a Royal School of Military Engineering no Reino Unido e, mais tarde naquele ano, foi feito oficial da Legião de Honra e designado ajudante de campo do Ministro da Guerra, Ernest Courtot de Cissey. 
Em 1879, Brunet foi promovido a chefe de esquadrão e nomeado adido militar em Roma. Como coronel, comandou o 11º Regimento de Artilharia entre 1887 e 1891. Promovido a general de brigada em dezembro de 1891, ele comandou a 48ª Brigada de Infantaria entre 1891 e 1897, e depois a 19ª Brigada de Artilharia. Em 1898, Chanoine, seu antigo superior na missão ao Japão e então Ministro da Guerra, nomeou Brunet seu chefe de gabinete e o promoveu a general de divisão. Em janeiro de 1903, Brunet retirou-se para a reserva do exército. Após um longo período de doença, ele faleceu em Fontenay-sous-Bois, em 13 de agosto de 1911. Três espadas japonesas, supostamente dadas a ele por Yoshinobu Tokugawa, ainda existem na casa dos descendentes de Brunet.  

## Reabilitação no Japão e Referências culturais
O antigo aliado de Brunet, Almirante Enomoto, juntou-se ao governo imperial e tornou-se Ministro da Marinha Imperial Japonesa. Através da influência de Enomoto, o governo imperial não só perdoou as ações de Brunet, mas também lhe concedeu medalhas em maio de 1881 e novamente em março de 1885, entre elas a Ordem do Sol Nascente. As medalhas foram apresentadas na Embaixada Japonesa em Paris. Em 1895, Brunet foi nomeado Grande Oficial da Ordem do Tesouro Sagrado. 
As ações de Brunet serviram de inspiração para o personagem Nathan Algren, o protagonista do filme de 2003 O Último Samurai. Brunet também aparece como personagem no videogame Rise of the Ronin de 2024, onde é retratado como um conselheiro militar de Katsu Kaishu e pode lutar ao lado do jogador na Batalha de Toba-Fushimi se o jogador escolher ficar do lado das forças do Xogunato durante o conflito. 